# 武藤義一
武藤 義一（むとう ぎいち、1918年10月16日 - 2000年11月16日）は、日本の工学者。曹洞宗の仏教教師。

## 人物・来歴
秋田県の曹洞宗の寺に生まれる。1941年東京帝国大学工学部応用化学科卒、62年「軽機器による工業分析法の研究」で東京大学・工学博士。1966年東京大学工学部教授、74-77年同生産技術研究所所長、79年定年退官、名誉教授、埼玉工業大学副学長、83年学長。曹洞宗の一等教師。

## 著書
- 『やさしい化学の実験室』 (中学生の科学文庫) 蟻書房, 1950
- 『化学の実験室』 (小峰の科学文庫）小峰工業出版, 1952
- 『比色分析法』 (共立全書) 共立出版, 1955
- 『科学と仏教 武藤義一集』 (昭和仏教全集）教育新潮社, 1967
- 『物と心の世界 仏教の宇宙観』人生と仏教 第6 佼成出版社, 1970
- 『科学と人間』 (精神開発叢書）富山県教育委員会, 1976
- 『徹して生きる』対談. 佼成出版社, 1976

### 共編著・監修
- 『機器分析概論』荒木峻共編. 日刊工業新聞社, 1962
- 『機器分析実験』 (標準工学シリーズ) 柳田泰之共著. 共立出版, 1963
- 『機器分析実験法講座 第10　機器分析ガイダンス』荒木峻, 益子洋一郎共編 オーム社, 1966
- 『定性分析 常量法』監修. 市ケ谷出版社, 1969
- 『化学データブック』大木道則,竹林保次共編. 培風館, 1970
- 『仏典 混迷の世の灯』中村元共編. 日本放送出版協会, 1974
- 『経典にきく』奈良康明共編. 日本放送出版協会,(放送ライブラリー） 1977.7
- 『機器分析学』荒木峻共編. 日刊工業新聞社, 1979.3
- 『分析機器要覧』武藤義一[ほか]編. 科学新聞社, 1980.9
- 『イオンクロマトグラフィー』及川紀久雄共編. 講談社, 1983.10
- 『カラム充填剤の選択と使い方』編. 講談社, 1983.2
- 『化学分析マニュアル』 (JIS使い方シリーズ) 武藤義一 ほか編著. 日本規格協会, 1984.2
- 『イオンクロマトグラフィー』 (機器分析実技シリーズ) 武藤義一 他著. 共立出版, 1988.10
- 『仏眼 よみがえる金口直説 昭和の名僧が語る「自然・人間・科学」』山本秀順,山田霊林,大森曹玄[述], 武藤聞き手. 佼成出版社, 2004.9